# Bidi bidi bom bom
Bidi bidi bom bom è un singolo della cantante statunitense Selena, pubblicato nel 1994 ed estratto dal suo quarto album in studio Amor prohibido.

## Tracce
- CD

1. Bidi bidi bom bom - 4:14